# Natalie Novosel
Pour les articles homonymes, voir Novosel.
Natalie Novosel est une joueuse américaine de basket-ball naturalisée australienne, née le 22 novembre 1989 à Lexington (Kentucky).

## Biographie
En quatre saisons de NCAA, elle ne manque aucun des 144 matches de Notre Dame. Elle est choisie en 8e position de la draft WNBA 2012.
Elle effectue sa première expérience européen avec le club roumain de Club Sportiv Municipal Târgovişte avec 6,0 points et 4,3 rebonds en début de championnat et deux rencontres d'Euroligue (5,5 points et 2,5 rebonds). En Australie aux Dandenong Rangers en 2013-2014 pour 9,9 points, 3,6 rebonds et 2 passes décisives par rencontre, elle signe fin mai 2014 au CUS Cagliari avant de se rétracter et de rejoindre l'autre club australien Adelaide Lightning à la suite de son obtention d'un passeport australien. Toutefois, elle doit y renoncer en raison d'une blessure et laisser sa place à Kelly Faris.

## USA Basketball
Elle dispute (4,5 points par rencontre) les Mondiaux universitaires 2011 à Shenzhen (Chine) avec l'équipe américaine dirigée par Bill Fennelly, qui remporte ses six rencontres et la médaille d'or.

## Clubs
- 2004 - 2008:  Lexington Catholic High School
- 2008-2012:  Fighting Irish de Notre Dame (NCAA)
- 2012-2013 :  Club Sportiv Municipal Târgovişte
- 2013-2014 :  Dandenong Rangers

Championnat WNBA
- 2012 :  Mystics de Washington

## Palmarès
- Médaille d'or aux Mondiaux universitaires 2011[8]